# Водное поло на чемпионате мира по водным видам спорта 2011 (женщины)
Чемпионат мира по водному поло 2011 — 10-й турнир по водному поло в рамках чемпионата мира по водным видам спорта. Турнир прошёл в Шанхае (Китай). Победителем турнира в первый раз стала сборная Греция.

## Формат турнира
Групповой этап турнира был из трёх групп. В группе А было 6 команд, в группах B и C по 5 команд. Победители групп и занявшие вторые места в своих группах, переходят в Финал. Команды, занявшие третьи и четвёртые места в своих группах, переходят в турнир за 7-12 место. Команды, занявшие пятые места в своих группах, переходят в турнир за 13-16 место.

## Сборные
| Группа А - Узбекистан - Китай - Италия - Венгрия | Группа B - Россия - США - Греция - Казахстан | Группа C - Новая Зеландия - Канада - ЮАР - Австралия | Группа D - Германия - Бразилия - Испания - Нидерланды |

## Групповой раунд
| Условные обозначения                                                          |
| ----------------------------------------------------------------------------- |
| Команды, занявшие 1 места в своих группах, переходят в 1/4 финала.            |
| Команды, занявшие 2-3 места в своих группах, переходят в 1/8 финала.          |
| Команды, занявшие 4 места в своих группах, переходят в турнир за 13-16 места. |

## Итоговое положение
| Место | Команда        |
| ----- | -------------- |
|       | США            |
|       | Канада         |
|       | Россия         |
| 4     | Греция         |
| 5     | Нидерланды     |
| 6     | Австралия      |
| 7     | Венгрия        |
| 8     | Испания        |
| 9     | Италия         |
| 10    | Германия       |
| 11    | Китай          |
| 12    | Новая Зеландия |
| 13    | Бразилия       |
| 14    | Казахстан      |
| 15    | Узбекистан     |
| 16    | ЮАР            |

| Чемпион мира по водному поло 2011 |
| --------------------------------- |
| Греция Первый титул               |